# María Fernanda D'Ocón
María Fernanda De Ori, coneguda com a María Fernanda D'ori (València, 2 de novembre de 1937 – Barcelona, 24 de març de 2022), va ser una actriu valenciana.

## Biografia
Actriu eminentment teatral i amb una trajectòria igualment sòlida en televisió, les seues aparicions en cinema han estat molt més puntuals. Va estar casada amb el director d'escena Mario Antolín.

### Teatre
Considerada una de les grans dames de l'escena a Espanya, primera actriu durant deu anys del Teatre Nacional María Guerrero i guardonada amb el Premi Mayte de Teatre, dues vegades amb el Premio Nacional de Teatro, altres dues amb el Premi Miguel Mihura (1988 i 2001) i una vegada el Premi Memorial Margarita Xirgu (1973).
Comença la seva activitat artística en el T.E.U. i debuta professionalment amb l'obra Maribel i l'estranya família de Miguel Mihura.
Poden destacar-se, entre les obres en les quals ha intervingut:
- Lo invisible (1954) d'Azorìn
- Juan Gabriel Borkman (1954), d'Ibsen
- Cecilia o la escuela de los padres (1954)
- ¿Quiere usted jugar con mí? (1958)
- Melocotón en almíbar (1962).
- Los derechos de la mujer (1962)[2]
- El arrogante español (1964).[3]
- La sirena varada (1965)
- El señor Adrián, el primo (1966)[4]
- La dama duende (1966)[5]
- Los malhechores del bien (1966).
- Così è (se vi pare) (1967).
- Els baixos fons (1968).
- Cuatro corazones con freno y marcha atrás (1968).
- El cercle de guix caucasià (1971).
- Antígona
- Misericordia (1972)
- Los caciques (1972).
- Marta la piadosa (1973).
- La feria de Cuernicabra (1975).
- Delirio del amor hostil (1978).
- El caballero de Olmedo (1984).
- La hoja roja (1986).
- Lettice and Lovage (1991), intercanviant el seu paper a cada representació amb Amparo Baró.
- Cena para dos (1993)[6]
- Los bosques de Nyx (1994).
- Yo me bajo en la próxima, ¿y usted? (1995).
- Eutanasio (1996), on interpreta quatre papers distints.
- Les bacants d'Eurípides (1997) en el Teatre romà de Mèrida.
- Mi hijo y yo (2009).
- Tartuf, o l'impostor (1998), en versió de Fernando Fernán Gómez.
- Misericordia (2001).
- Antígona (2003).

### Cinema
Debuta en la pantalla gran amb la pel·lícula El alcalde de Zalamea (1954), una adaptació del clàssic de Calderón de la Barca dirigida per José Luis Gutiérrez Maeso. No obstant això, la seua carrera cinematogràfica no tindrà excessiva continuïtat, havent rodat en total nou títols al llarg de quaranta anys: 
- El alcalde de Zalamea (1954) de José Luis Gutiérrez Maeso.
- Sucedió en Sevilla (1955), de José Luis Gutiérrez Maeso.
- Historia de un hombre (1961), de Clemente Pamplona.
- Canción de juventud (1962), de Lluís Lúcia.
- Las 4 bodas de Marisol (1967), de Luis Lucia.
- El otro árbol de Guernica (1969), de Pere Lazaga.
- Don Quijote cabalga de nuevo (1973), de Roberto Gavaldón.
- Caminos de tiza (1989), de José Luis Pérez Tristán.
- Mala yerba (1991), de José Luis Pérez Tristán.

En 1988 va ser nominada com a millor actriu protagonista als Premis Goya pel seu paper en Camins de guix.

### Televisió[calcitació]
És considerada com una de les pioneres de la televisió a Espanya. El seu rostre era ja habitual en la pantalla de Televisió espanyola als pocs mesos de la inauguració de la primera cadena de l'estat. Des de 1957 participava a diversos espais dramàtics rodats a la llavors seu de TVE, situada en el Passeig de l'Havana de Madrid. Aquest mateix any protagonitzava una de les primeres sèries de TV espanyoles: Els Tele-Rodríguez, d'Arturo Ruiz Castillo, al costat de Mario Antolín, així com l'adaptació de la novel·la Oliver Twist, de Charles Dickens, a les quals seguiria la primera temporada de Palma y Don Jaime, al costat d'Antonio Casal.
En els anys seixanta i setanta intervé en nombrosos espais de teatre televisat emesos a través de Teatro de siempre o Estudio 1, que li permet interpretar de Tirso de Molina, Miguel Mihura, Carlos Arniches…Especialment recordada fou la seua interpretació del paper de Benigna en l'obra Misericordia de Benito Pérez Galdós, co-protagonitzada al costat de José Bódalo i emesa en Estudio 1 el 25 d'abril de 1977. Tots dos actors repetien personatge interpretat en teatre cinc anys abans.
També va protagonitzar un altre clàssic de la televisió: l'obra de terror El televisor (1974), dirigida per Narciso Ibáñez Serrador dins de la sèrie Historias para no dormir i en la qual interpreta a l'abnegada esposa d'un embogit Narcíso Ibáñez Menta.
Entre 1979 i 1981 es va posar al capdavant del repartiment del programa infantil La mansión de los Plaff. Amb posterioritat ha intervingut en la sèrie Dime que me quieres (2001) en Antena 3.